# Lista zabytków Miastka
W granicach administracyjnych miasta Miastka znajdują się następujące zabytki chronione prawem (według rejestru zabytków oraz Wojewódzkiej Ewidencji Zabytków):
| Obiekt                                          | Adres                   | Nr rejestru zabytków (obecny i dawny) | Organ wpisujący do rejestru zabytków               | Data wpisu do rejestru |
| ----------------------------------------------- | ----------------------- | ------------------------------------- | -------------------------------------------------- | ---------------------- |
| Budynek gospodarczy                             | Rybacka 12 (d. 16)      | 388/79                                | Wojewódzki Konserwator Zabytków w Koszalinie       | 20 grudnia 1965        |
| Kościół parafialny pw. NMP Wspomożenia Wiernych | Plac Jana Pawła II      | 1604/347                              | Wojewódzki Konserwator Zabytków w Słupsku          | 14 sierpnia 1996       |
| Dom                                             | Armii Krajowej 3        |                                       | Pomorski Wojewódzki Konserwator Zabytków w Gdańsku | 6 grudnia 2010         |
| Dom                                             | Armii Krajowej 11       |                                       | Pomorski Wojewódzki Konserwator Zabytków w Gdańsku | 6 grudnia 2010         |
| Dom                                             | Armii Krajowej 13       |                                       | Pomorski Wojewódzki Konserwator Zabytków w Gdańsku | 6 grudnia 2010         |
| Bank                                            | Armii Krajowej 21       |                                       | Pomorski Wojewódzki Konserwator Zabytków w Gdańsku | 6 grudnia 2010         |
| Dom                                             | Armii Krajowej 22       |                                       | Pomorski Wojewódzki Konserwator Zabytków w Gdańsku | 6 grudnia 2010         |
| Sąd                                             | Armii Krajowej 30       |                                       | Pomorski Wojewódzki Konserwator Zabytków w Gdańsku | 6 grudnia 2010         |
| Poczta                                          | Armii Krajowej 31       |                                       | Pomorski Wojewódzki Konserwator Zabytków w Gdańsku | 6 grudnia 2010         |
| Dom                                             | Armii Krajowej 36       |                                       | Pomorski Wojewódzki Konserwator Zabytków w Gdańsku | 6 grudnia 2010         |
| Dom                                             | Armii Krajowej 39       |                                       | Pomorski Wojewódzki Konserwator Zabytków w Gdańsku | 6 grudnia 2010         |
| Budynek mieszkalny                              | Długa 1                 |                                       | Pomorski Wojewódzki Konserwator Zabytków w Gdańsku | 6 grudnia 2010         |
| Dworzec PKP                                     | Dworcowa                |                                       | Pomorski Wojewódzki Konserwator Zabytków w Gdańsku | 6 grudnia 2010         |
| Dom                                             | Dworcowa 25             |                                       | Pomorski Wojewódzki Konserwator Zabytków w Gdańsku | 6 grudnia 2010         |
| Dom                                             | Dworcowa 26-28          |                                       | Pomorski Wojewódzki Konserwator Zabytków w Gdańsku | 6 grudnia 2010         |
| Dom                                             | Dworcowa 27             |                                       | Pomorski Wojewódzki Konserwator Zabytków w Gdańsku | 6 grudnia 2010         |
| Urząd Miasta i Gminy                            | Grunwaldzka 1           |                                       | Pomorski Wojewódzki Konserwator Zabytków w Gdańsku | 6 grudnia 2010         |
| Dom                                             | Grunwaldzka 3           |                                       | Pomorski Wojewódzki Konserwator Zabytków w Gdańsku | 6 grudnia 2010         |
| Dom                                             | Grunwaldzka 4           |                                       | Pomorski Wojewódzki Konserwator Zabytków w Gdańsku | 6 grudnia 2010         |
| Dom                                             | Kazimierza Wielkiego 8  |                                       | Pomorski Wojewódzki Konserwator Zabytków w Gdańsku | 6 grudnia 2010         |
| Dom                                             | Kazimierza Wielkiego 25 |                                       | Pomorski Wojewódzki Konserwator Zabytków w Gdańsku | 6 grudnia 2010         |
| Dom                                             | Kazimierza Wielkiego 28 |                                       | Pomorski Wojewódzki Konserwator Zabytków w Gdańsku | 6 grudnia 2010         |
| Dom                                             | Koszalińska 19          |                                       | Pomorski Wojewódzki Konserwator Zabytków w Gdańsku | 6 grudnia 2010         |
| Dom                                             | Koszalińska 20          |                                       | Pomorski Wojewódzki Konserwator Zabytków w Gdańsku | 6 grudnia 2010         |
| Dom                                             | Koszalińska 21          |                                       | Pomorski Wojewódzki Konserwator Zabytków w Gdańsku | 6 grudnia 2010         |
| Dom                                             | Królowej Jadwigi 1      |                                       | Pomorski Wojewódzki Konserwator Zabytków w Gdańsku | 6 grudnia 2010         |
| Dom                                             | Mickiewicza 1           |                                       | Pomorski Wojewódzki Konserwator Zabytków w Gdańsku | 6 grudnia 2010         |
| Dom (cerkiew greckokatolicka)                   | Rybacka 14              |                                       | Pomorski Wojewódzki Konserwator Zabytków w Gdańsku | 6 grudnia 2010         |
| Dom                                             | Słowackiego 2           |                                       | Pomorski Wojewódzki Konserwator Zabytków w Gdańsku | 6 grudnia 2010         |
| Dom                                             | Wybickiego 36           |                                       | Pomorski Wojewódzki Konserwator Zabytków w Gdańsku | 6 grudnia 2010         |
| Budynek nadleśnictwa                            | Zielona 1               |                                       | Pomorski Wojewódzki Konserwator Zabytków w Gdańsku | 6 grudnia 2010         |
| Wodociągowa wieża ciśnień                       | Wieżowa                 |                                       | Pomorski Wojewódzki Konserwator Zabytków w Gdańsku | 6 grudnia 2010         |
| Wodociągowa wieża ciśnień PKP                   | Dworcowa                |                                       | Pomorski Wojewódzki Konserwator Zabytków w Gdańsku | 6 grudnia 2010         |